# Френк Діллейн
Френк Діллейн (англ. Frank Dillane; нар. 21 квітня 1991, Лондон) — англійський актор, відомий за ролями Оуена Коффіна у фільмі «У серці моря» і Тома Редла у фільмі «Гаррі Поттер і Напівкровний Принц». У 2015—2018 роках грав головну роль у телесеріалі «Бійтеся ходячих мерців». Призер Каннського кінофестивалю за роль у драмі «Їжак» (2025).

## Дитинство та ранні роки
Народжений в Лондоні Френк Діллейн провів частину свого дитинства в Брікстоні перш ніж переїхати в Форест Роу, Східний Суссекс, де він ріс у творчому середовищі: його мати (Наомі Віртнер) керує театральним колективом під назвою Barebones Project, у той же час як його батько, Стівен Діллейн, грав у безлічі фільмів і серіалів («Гра престолів», «Тунель») і був нагороджений премією BAFTA TV за найкращу чоловічу роль на телебаченні в 2009 році.
Френк дебютував у кіно як статист у фільмі «Ласкаво просимо в Сараєво», коли йому було шість років. Він став ще більш відомим у 2009 році, коли його обрали на роль Тома Редла (молодого Волдеморта) у фільмі «Гаррі Поттер і напівкровний Принц». Склавши іспити на відмінно, Діллейн вступив до Королівської академії драматичного мистецтва (RADA) і закінчив її в 2013 році зі ступенем бакалавра мистецтв в області акторської майстерності.

## Акторська кар'єра
Після закінчення RADA, Діллейн брав участь у декількох проєктах: у липні 2013 року він зіграв Бате в «Кандіні» в Королівському театрі, реж. Саймон Гудвін. Восени 2015 року він знявся у фільмі «У серці моря» режисера Рона Говарда. Він грав молодого матроса Оуена Коффіна в цій адаптації романа Натаніеля Філбріка про затоплення китобійного судна «Ессекса» в Тихому океані. Протягом весни 2014 року він знявся в ролі Кейса у фільмі режисера Херардо Наранхо «Вієна і примари», в якому він грав з Дакотою Феннінг. Діллейн також з'явився в ролі Шагса в серіалі каналу Netflix «Восьме чуття» режисерів Лани і Ендрю Вачовських, який транслювався у 2015 році.
У 2015—2018 роках грав головну роль у серіалі «Бійтеся ходячих мерців», у 2022 році — головну роль у мінісеріалі «Змій в Ессексі».
За головну роль у драмі 2025 року «Їжак» був нагороджений призом за найкращу чоловічу роль програми «Особливий погляд» Каннського кінофестивалю.

## Фільмографія
| Рік       |   | Українська назва                  | Оригінальна назва                    | Роль                           |
| --------- | - | --------------------------------- | ------------------------------------ | ------------------------------ |
| 1997      | ф | Вітаємо в Сараєві                 | Welcome to Sarajevo                  | Крістофер Гендерсон            |
| 2009      | ф | Гаррі Поттер і Напівкровний Принц | Harry Potter & The Half-Blood Prince | 16-річний Том Редл             |
| 2012      | ф | Пападопулос і сини                | Papadopoulos & Sons                  | Джеймс Пападопулос             |
| 2015      | ф | У серці моря                      | In The Heart of the Sea              | Овен Коффін                    |
| 2015      | с | Восьме чуття                      | Sense8                               | Шагс                           |
| 2015—2022 | с | Бійтеся ходячих мерців            | Fear the Walking Dead                | Нік Кларк                      |
| 2018      | ф | Астрал                            | Astral                               | Алекс Гарманн                  |
| 2019      | ф | Як створити дівчину               | How to Build a Girl                  | Тоні Річ                       |
| 2020      | ф | Вієна і Фантоми                   | Viena and the Fantomes               | Кіс                            |
| 2021      | с | Дівчина за викликом               | The Girlfriend Experience            | Крістоф                        |
| 2022      | с | Змій в Ессексі                    | The Essex Serpent                    | Люк Гаррет                     |
| 2024      | с |                                   | Renegade Nell                        | Чарльз Деверо / Ізамбард Туллі |
| 2024      | ф | Жнива                             | Harvest                              | Джордан                        |
| 2025      | ф | Їжак                              | Urchin                               | Майк                           |